# Лоис и Кларк: Новые приключения Супермена
«Лоис и Кларк: Новые приключения Супермена» (англ. Lois & Clark: The New Adventures of Superman) — фантастический телесериал о приключениях Супермена. Выходил на экраны с 1993 по 1997 год.
В течение первого сезона Кларк получает работу в «Daily Planet» и встречает Лоис Лейн. Они коллеги. Лекс Лютор со своим помощником Найджелом исследуют Супермена и пытаются победить его. Кларк узнаёт о своём криптонском наследии и про криптонит. Лоис увлечена Кларком Кентом и Лексом Лютером, и принимает предложение Лекса выйти за него замуж. Во время свадьбы все узнают о том, что Лекс преступник, и к концу сезона тот погибает. Но возвращается во втором сезоне на одну серию и на несколько серий в третьем сезоне.
В России премьерный показ сериала прошёл на канале НТВ с 10 января по 19 мая 2000 года.

## В главных ролях
| Актёр         | Роль                | Период                          |
| ------------- | ------------------- | ------------------------------- |
| Дин Кейн      | Кларк Кент/Супермен | 1993—1997                       |
| Тери Хэтчер   | Лоис Лейн           | 1993—1997                       |
| Лейн Смит     | Перри Уайт          | 1993—1997                       |
| Майкл Лэндис  | Джимми Олсен        | 1993—1994 (только первый сезон) |
| Джастин Уолин | Джимми Олсен        | 1994—1997                       |
| Кей Кэллан    | Марта Кент          | 1993—1997                       |
| Эдди Джонс    | Джонатан Кент       | 1993—1997                       |
| Джон Ши       | Лекс Лютор          | 1993—1997                       |
| Джим Бивер    | Генри Барнс         |                                 |

Дин Кейн был первым, кто пришёл пробоваться на роль Супермена, и был первым утверждённым актёром из основного актёрского состава, поэтому большинство актёров на другие основные роли утверждались по результатам парных с Кейном прослушиваний. Парное прослушивание на роль Лойс Лейн состояло в том, что претендентка вбегала в комнату, целовала Кейна в губы, а затем выдавала импровизацию, цель которой сводилась к тому, что Лойс пытается затащить Супермена в постель. Дину Кейну пришлось перецеловать около 16-ти девушек, последней из которых и была утверждённая в конечном итоге Тери Хэтчер, хотя сама Хэтчер чуть было не упустила роль во время предыдущего отборочного тура, так как носила в тот период волосы ниже лопаток, тогда как Дебора Джой ЛеВайн представляла Лойс с современной модной стрижкой-каре. Узнав что дело только в этом, Хэтчер в тот же день укоротила волосы и заново прошла прослушивание.

## Приглашённые звёзды
| Актёр      | Роль          | Эпизоды |
| ---------- | ------------- | --- |
| Лейн Дэвис | злодей Темпус | Tempus Fugitive / «Темпус в бегах» Tempus, Anyone? / «Темпус, кто-нибудь?» «Родственные души» «Знакомьтесь, Джон Доу» «Лоис и Кларки» |

## Награды и номинации
- 5 номинаций на «Эмми»